# Parmenion
Parmenion ili Parmenio (grč. Παρμενίων, oko 400. - Ekbatana, 330. pr. Kr.) makedonski general u službi Filipa II. Makedonskog i Aleksandra Velikog. Bio je ključni pristaša obaju kraljeva i jedan od najutjecajnijih makedonskih plemića u to vrijeme. Znajući da on sam ne može težiti Makedonskom Kraljevstvu, njegova gorljiva podrška osigurala mu je poziciju na vrhu makedonskog političkog svijeta. Svoja najvažnija ostvarenja izvršio je u bitkama Aleksandrove kampanje protiv Perzijskog Carstva.
Iako je vjerno služio Aleksandru Velikom, ubijen je tijekom Filotine zavjere 330. pr. Kr. Njegov sin Filota bio je optužen i smaknut na temelju dokaza da je sudjelovao u zavjeri protiv Aleksandra. Aleksandar je, bojeći se Parmenijeve osvete, koji je u to vrijeme bio u Ekbatani s vlastitim trupama, potajno izdao zapovijed o njegovom ubojstvu. 

## U službi Filipa II.
Parmenion je bio plemić iz Gornje Makedonije i sin Filote, čovjeka o kojem se vrlo malo zna. Čini se da je bio značajan i prije Filipove uzurpacije. Parmenion je dolaskom Filipa na prijestolje bio od velike pomoći u čistkama protiv prijašnjeg kralja, Aminte IV. U 356. pr. Kr. je izborio veliku pobjedu protiv Ilira, navodno na isti dan rođenja Aleksandra Velikog.  Deset godina kasnije, Parmenion je uništio Hal, strateški važan grad u Tesaliji.
Filip je 336. pr. Kr. poslao svoje ključne saveznike, Parmeniona i Atala, u Malu Aziju s 10000 vojnika kako bi pripremio Filipovu invaziju Perzije. Parmenijevi ciljevi bili su osvojiti dovoljno teritorija za siguran prijevoz Filipove vojske i potaknuti grčke gradove na pobunu. Invazija je počela u vrijeme sukcesijske krize smrću Artakserksa IV., stoga je u početnim mjesecima makedonska invazija bila uspješna. Nakon što je prešao Helespont, njegova je vojska udarila na jug duž jonske obale. Na njegovu stranu prišli su Hij i Eritra. Kad se približio Efezu, stanovnici su spontano pokrenuli ustanak, izbacili svog pro-Perzijskog tiranina i dočekali Makedonce s entuzijazmom.
Međutim, do jeseni se situacija promijenila – novi perzijski kralj Darije III. stabilizirao je svoju poziciju i posao Memnona s Roda u obranu Jonije. Situacija se i dalje pogoršala ubojstvom Filipa II. jer su svi makedonski resursi bili posvećeni Aleksandru tijekom konsolidacije vlasti. Memnon ga je skoro uspio potisnuti iz Male Azije, ali je Parmenion ipak izdržao dovoljno dugo pa je Aleksandar 334. pr. Kr. preveo glavnu vojsku u perzijski teritorij.

## U službi Aleksandra Velikog
Parmenion je nakon Filipove smrti u tajnoj korespondenciji s Aleksandrom dogovorio smrt Atala, Parmenijeva zeta, koji je u prijašnjim incidentima uvrijedio Aleksandrovu čast. Parmenion je ovim činom dokazao svoju odanost i dao Aleksandru podršku u kritičnom trenutku, na početku njegove vladavine. Aleksandar je razumio da je sad na njemu red da počne dijeliti nagrade; u narednim godinama nalazimo mnogo Parmenijevih rođaka i prijatelja na visokim pozicijama. Njegov najstariji sin, Filota, bio je zapovjednik u Pratiteljskoj konjici, najprestižnijoj jedinici u cijeloj vojsci. Nikanor, njegov najmlađi sin, bio je zapovjednik hipaspista. Njegov zet Koin zapovjedao je u pješaštvu, a jedan drugi rođak bio je admiral u mornarici. Parmenion je sam bio Aleksandrova desna ruka. 
Prije nego je Aleksandar krenuo s invazijom Perzije, Parmenion i Antipater preporučili su Aleksandru da prvo osigura nasljednika prije nego se izloži opasnosti. Aleksandar ih je, u velikoj želji za ratom, ignorirao. Ova odluka isprva se činila nevažnom, ali je imala velike posljedice nakon njegove prerane smrti.

## Pohod protiv Perzijskog Carstva

### Osvajanje Male Azije
Parmenionu je 334. pr. Kr. bilo dodijeljeno da preveze konjicu i većinu pješaštva od Sesta do Abida preko Helesponta. Te su trupe prešle u 160 brodova i mnogim drugim trgovačkim brodovima. U međuvremenu, Perzijski satrapi Anatolije skupili su svoje sile kod Daskilija. i krenuli usuret Makedoncima. Dvije su se vojske srele kod rijeke Granik u kasno poslijepodne. Perzijanci su zauzeli dobar defenzivni položaj na obali rijeke. Parmenion je prije bitke preporučio da se napad odgodi za drugi dan, ali je Aleksandar zapovijedio da se napad mora izvršiti odmah.
Nakon bitke, Parmenion je bio zauzet pokoravanjem neprijatelja, bilo diplomacijom ako bi neki grad ponudio predaju, bilo silom ako ne bi. Dok su se Makedonci pripremali za opsadu Mileta, makedonska mornarica od 160 brodova naletjela je na znatno nadmoćnije perzijske snage, koje su brojale 400 brodova. Za razliku od svoje uobičajene uloge glasa razuma naspram naglog i nestrpljivog Aleksandra, ovaj je put Parmenion predložio hrabar napad na perzijsku mornaricu, tvrdeći da bi pobjeda preokrenula situaciju u Egejskom moru što bi Grcima bilo izuzetno korisno, dok poraz ne bi poremetio status quo. Aleksandar je, međutim, smatrao da je glupo riskirati bitku s tako inferiornom silom. Shvatio je da će zauzimanje obalnih gradova Jonije učiniti perzijsku flotu beskorisnom i bez odlučujuće bitke, pa je raspustio flotu.
Dok se Aleksandar kretao kroz Likiju, Parmenion je prolazio kroz središnju Tursku, čisteći regiju od neprijatelja. Dva generala srela su se u Gordiju, administrativnom centru Frigije. U Gordiju je Parmenion uhvatio perzijskog špijuna koji mu je navodno dao informacije o zavjeri Aleksandra iz Linkestide, koji je primao perzijsko zlato kako bi zauzvrat ubio Aleksandra Velikog. Upravo je zbog te informacije Aleksandar iz Linkestide bio uhićen, pa i pogubljen tri godine kasnije. 
Makedonska je vojska zatim stala u Kilikiji. Aleksandar se razbolio dok je Parmenion bio zauzet opsadom Tarsusa. Njegova je bolest bila toliko ozbiljna da od svih Aleksandrovih liječnika, samo je jedan imao dovoljno hrabrosti pokušati s tretmanom. Međutim, Parmenion je putem pisma upozorio Aleksandra da je i ovaj liječnik pod utjecajem Perzijanaca i da će ga pokušati otrovati. Aleksandar je pročitao pismo, zatim predao pismo liječniku i popio lijek u isto vrijeme. Uskoro je skroz ozdravio, što je dokazalo da je Parmenion bio u krivu. 

### Bitka kod Isa
Nakon Kilikije, Parmenion je bio poslan na jug da osigura Asirska vrata, želeći napasti Darija u mjestu zvanom Soči. Međutim, kada se Aleksandar povezao s Parmenijem, saznali su da je Darije zapravo iza njihove pozicije, kod Isa. Obje vojske krenule su jedna prema drugoj i konačno se susrele na obalama rijeke Pinar, južno od Isa. Parmenion je ponovno zapovijedao lijevim krilom. Kad je bitka kod Isa započela, perzijska konjica na desnom krilu prešla je rijeku i napala brojčano inferiorne snage Parmeniona, koji je držao liniju. Za to vrijeme, Aleksandar je upotrijebio svoje elitne jedinice da razbije perzijsku ljevicu i nakon toga perzijski centar. Kad su Parmenijevi protivnici primjetili da im se vojska raspada, i sami su krenuli u povlačenje.
Parmenion je potkraj 333. pr. Kr. ubrzano krenuo na jug prema Damasku kako bi preuzeo Darijevu riznicu. Perzijski su vođe znali da dolazi, ali nisu pružali otpor. U riznici je našao ogromno bogatstvo od 3000 talenata i Darijevu pratnju – konkubine, ugostitelje, razne visokopozicionirane Perzijance te žene i djecu Darijevih zapovjednika i krvnih srodnika.

### Bitka kod Gaugamele i istočna kampanja
Nakon teškog poraza u bitci kod Isa, Darije je poslao uvjete mirovnog sporazuma, nudeći Aleksandru sav teritorij istočno od Eufrata, savez s Perzijom, i ruku svoje kćeri. Aleksandar je predstavio uvjete svojim zapovjednicima. "Da sam ja Aleksandar", rekao je Parmenion, "prihvatio bih ove uvjete." - "I ja bih doista", reče Aleksandar, "da sam Parmenion", ali Dariju je napisao: "Dođi k meni i primit ćeš svaku ljubaznost, ali inače ću odmah krenuti protiv tebe. U noći koja je prethodila bitci kod Gaugamele, rekao je Aleksandru da bi im noćni napad mogao donijeti pobjedu. Aleksandar je to odbio, rekavši da bi bilo sramotno prijevarom osigurati svoju veliku pobjedu nad Perzijancima.
Parmenion je zapovijedao lijevim krilom u kod Gaugamele. U početnim potezima bitke, Aleksandar je ispružio svoj desni bok što je više moguće, pokušavajući zaobići Darijevo lijevo. To je značilo da je Parmenion bio gotovo potpuno izoliran od vojske i da se sam borio protiv masovne perzijske sile. Na lijevom krilu dogodio se veliki pokolj i, očajavajući da neće izdržati perzijsku moć, Parmenion je poslao neke od svojih konjanika Aleksandru, moleći ga da im brzo dođe u pomoć. Aleksandar je krenuo u potjeru za Darijem kada je stigla vijest da je Parmenion u nevolji, pa se vratio i napao konjicu s pratiocima. Na lijevom je krilu bitka bila najžešća, ali su Makedonci ipak izborili veliku pobjedu.
Među povjesničarima bilo je mnogo rasprava o Parmenijevoj navodnoj molbi za pomoć. Čini se malo vjerojatnim da bi takva poruka, ako je uopće bila poslana, mogla sustići Aleksandra, koji je punom brzinom progonio Darija. Vjerojatnije, Aleksandar se samoinicijativno vratio, shvativši da je napustio teren s velikim dijelom svojih snaga i dalje u poteškoćama, i da je potjera za Darijem jednostavno morala biti odgođena. Kasnije predaje, neprijateljski raspoložene prema Parmeniju, možda su nastojale naglasiti bespomoćnost starog generala i oslanjanje na Aleksandra. Što god antički povjesničari rekli o njegovom ponašanju kod Gaugamele, Parmenionov doprinos se ne može umanjiti. Nakon bitke, Aleksandar je nastavio potjeru za Darijem dok je Parmenion ponovno zarobio riznicu. 
Parmenion se kasnije spominje vodeći teško oklopljene vojnike kroz Perziju, dok je Aleksandar vodio lakše trupe kroz planinske prolaze i Perzijska vrata. Nakon zauzimanja Perzepolisa i Ekbatane, Aleksandar je nastavio svoju potjeru prema istoku, a Parmeniona je smjestio u Ekbatanu s riznicom i većim brojem veterana.

## Smrt
Filota, sin Parmeniona, bio je u užem Aleksandrovu krugu od početka perzijskog pohoda kao zapovjednik pratiteljske konjice. S takvim ugledom, jednog dana mu je došao nižerangirani Makedonac po imenu Kebalin da prijavi zavjeru protiv Aleksandra, s namjerom da Filota to iznese Aleksandru. Kebalinu je i sam prišao čovjek koji ga je pozvao u zavjeru. Filota je iz nekog razloga šutio, pa je Kebalin bio prisiljen otići k nekom drugom prije nego što je bilo prekasno. Bio je osuđen da nije ništa rekao kralju o ovoj zavjeri, iako je dvaput dnevno posjećivao kraljevski šator. Zatim je pogubljen kamenovanjem. No, lista ubojstava nije završila s njim – na njoj je bio i njegov otac.
Aleksandru je bilo nevažno je li Parmenion bio uključen u zavjeru ili ne. Čak i ako nije znao ništa o Filotinoj zavjeri, svejedno je bilo preopasno ostaviti ga na životu. Bio je u Aleksandrovoj pozadini na strateški važnoj poziciji sa sposobnom vojskom vetarana. Imao je pristup riznici od 80.000 talenata (oko 2 milijuna kg) zlata uzetog nakon Darijevih poraza. On je i donedavno bio Aleksandrov broj dva i također vrlo popularan među makedonskim plemstvom. Vijest o pogubljenju njegovog posljednjeg sina mogla je Aleksandru predstavljati veliki problem, stoga je tiho poslao glasnika u Ekbatanu s naredbom o Parmenijevu pogubljenju. Glasnik je brzo otputovao kako bi stigao do logora prije nego što je stigla vijest o Filotinoj smrti. Ubijen je ujutro sljedeći dan. 
Izvori su malo oskudni o ovom konkretnom događaju iz Aleksandrova života, jer dokazuje da je oko njega očito vladala nestabilnost i da neki njegovi časnici nisu cijenili to što su radili. Arijan jedva izjavljuje išta o smrti Filote i Parmeniona. Druge verzije priče o Aleksandru daju mnogo više informacija o ovoj epizodi i njezinim krvavim posljedicama. Jedan od njih, onaj Kvinta Kurcija, čini savršenu suprotnost Arijanovoj verziji: gdje Arijan daje samo kratak nacrt događaja, Kurcije daje detaljnu melodramu, zajedno s dugim, razrađenim govorima koji su, dobrim dijelom barem, njegov vlastiti izum.
Parmenijevo ubojstvo očito je uzburkalo njegove pristaše u vojsci. Aleksandar je među Makedoncima odabrao one koji su mu davali primjedbe i one koji su bili uznemireni zbog Parmenijeve smrti, kao i one koji su svojim rođacima pisali u pismima poslanim kući u Makedoniju sve što je bilo protivno kraljevim interesima. Sve je njih smjestio u jednu jedinicu, s namjerom ili da ih uništi, ili da ih rasporedi u kolonije u najudaljenijim dijelovima zemlje.

## Analiza
Parmenion je bio predstavnik i najutjecajniji član makedonske „stare garde“. Cijeli je život služio dinastiji Argeada, pri čemu je bio dobro nagrađen. Povjesničari smatraju kako je bio jedna od ključnih osoba za vojne reforme koje je poduzeo Filip II., odnosno transformiranje pretvaranje makedonskih trupa u profesionalnu vojsku te uvođenje nove taktike, makedonske falange naoružane sarisama.
Filip II. je cijenio Parmenijevu zapovjedničku sposobnost - navodno je rekao da „dok su Atenjani svake godine birali deset generala, on je u mnogo godina pronašao samo jednog generala — Parmeniona. Nakon Filipa, Antipater i Parmenion vjerojatno su bili dva najkompetentnija i najiskusnija zapovjednika na terenu u cijeloj Grčkoj. Arijan ga je prikazao kao opreznog, promišljenog stratega, u suprotnosti s Aleksandrovim drskim samopouzdanjem.
Green sugerira da je u bitci kod Granika Aleksandrov večernji napad propao i da je bio prisiljen progutati svoj ponos i priznati da je Parmenion bio u pravu, zbog čega Parmenion uvijek daje loše savjete u sljedećim godinama pohoda. Nakon Granika, primjećeno je, Kalisten nikada ne propušta priliku, u svom službenom zapisu, da izvijesti o prilikama kada je Parmenion navodno dao loš savjet kralju. Njegovi savjeti, naravno, uvijek su ignorirani - na dobrobit svih uključenih.